# Goed Idee Reizen

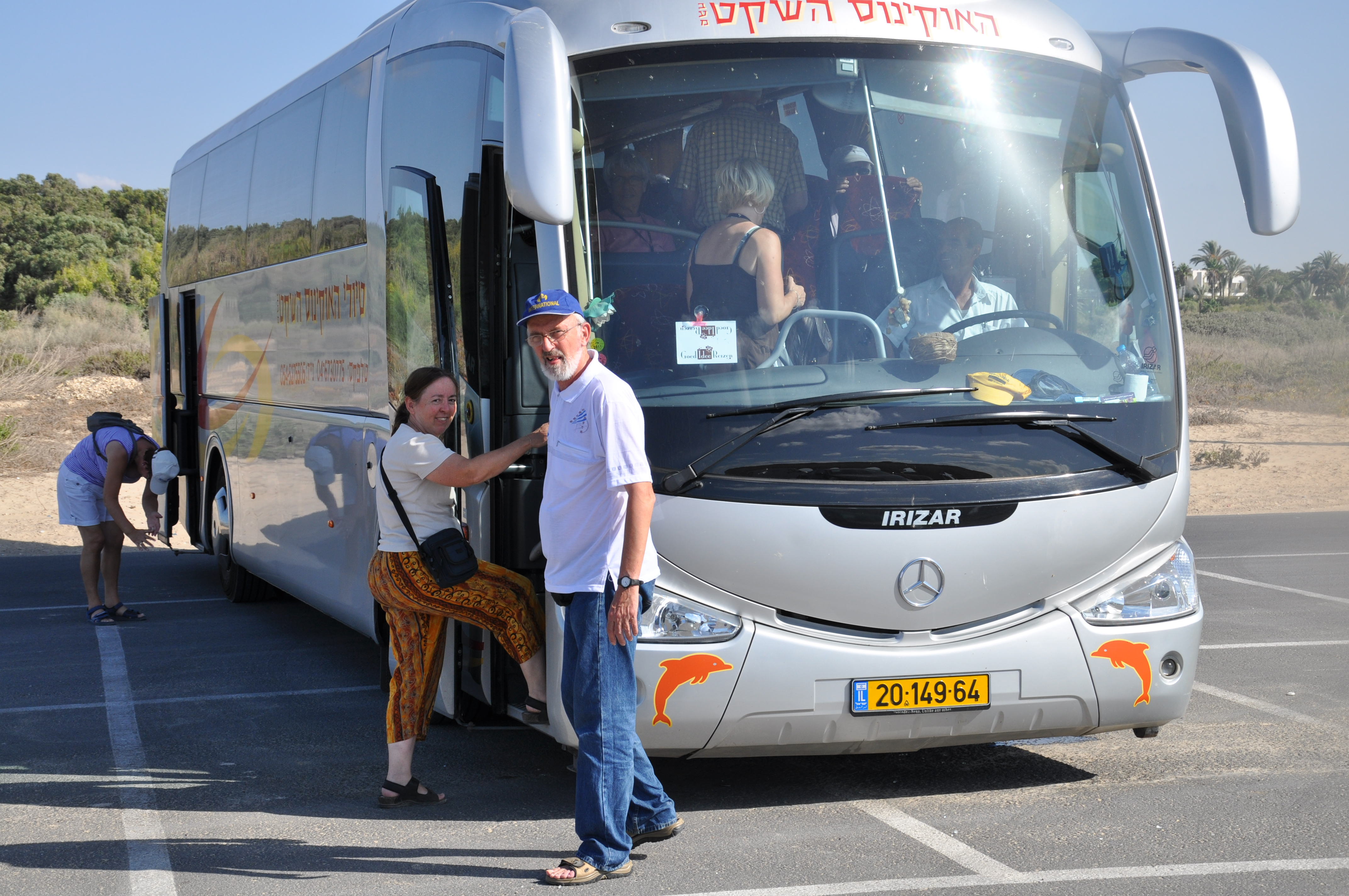
Reisgezelschap van Goed Idee in Israël met touringcar (2010)

Goed Idee Reizen is een Nederlandse christelijke reisorganisatie die zich vooral op 45-plussers richt. Goed Idee Reizen is opgericht op 1 november 2005 en is gevestigd in Rijswijk.

## Geschiedenis
De oprichter Jan-Willem Herweijer was aanvankelijk bedrijfsleider bij de organisatie Beter-uit Reizen. Na een arbeidsconflict begon hij in 2005 met een nieuwe organisatie, Goed Idee Reizen. Beter-uit Reizen spande daarop een rechtszaak tegen Herweijer aan, vanwege misbruik van gegevens, klantenbestanden en relaties uit zijn eerdere werkkring. Beter-uit Reizen verloor deze rechtszaak. Sinds 31 december 2015 is oprichter Jan-Willem Herweijer niet meer betrokken bij Goed Idee Reizen.
De organisatie was aanvankelijk een zelfstandig opererend label van reisorganisatie Kras in Ammerzoden. Sinds 1999 is Kras onderdeel van de TUI Group. In 2019 vertrokken Kras en Goed Idee Reizen uit Ammerzoden naar het hoofdkantoor van TUI in Rijswijk. De merknaam van Goed Idee Reizen bleef bestaan, vanwege de sterke eigen klantenkring. De reizen worden gepubliceerd op de website van TUI en zijn vindbaar onder 'christelijke reizen'. Alle activiteiten worden uitgevoerd een specialistisch team van Goed Idee Reizen onder de vlag van TUI Nederland.

## Reizen
Goed Idee Reizen is een christelijke reisorganisatie die groepsreizen organiseert. De reizen worden begeleid door een reisleider van Goed Idee. De reisorganisatie is gespecialiseerd in Bijbelse reizen, vaarreizen, vliegreizen en reizen per touringcar. Jaarlijks wordt er een reisbrochure uitgegeven met een jaarprogramma. De reizen worden ook op de website gepubliceerd. Goed Idee Reizen heeft ook een afdeling maatwerkreizen, die reizen samenstelt geheel op basis van de wensen van de klant.